# 一面坡站
一面坡站，位于黑龙江省哈尔滨市尚志市一面坡镇，是滨绥铁路沿线车站。距哈尔滨站161公里，绥芬河站387公里。建于1899年。现隶属中国铁路哈尔滨局集团牡丹江车务段管辖，为二等站。